# Kościół Zwiastowania Najświętszej Marii Panny w Klewaniu
Kościół Zwiastowania Najświętszej Marii Panny w Klewaniu – rzymskokatolicki kościół znajdujący się w Klewaniu, w rejonie i obwodzie rówieńskim na Ukrainie. 

## Historia
Kościół jako farny został zbudowany w latach 1610-1630 z fundacji właściciela miasteczka ks. Jerzego Czartoryskiego. Po pożarze został odbudowany i rozbudowany przez Izabelę Czartoryską. Prymas Kazimierz Florian Czartoryski, wnuk fundatora, przywiózł z Rzymu relikwię św. Bonifacego i obraz Matki Boskiej Klewańskiej.
Został odrestaurowany w 1901 roku.
W podziemiach kościoła byli pochowani fundator oraz jego synowie Krzysztof, Aleksander i Mikołaj Jerzy Czartoryscy.
Doczesne szczątki książąt Czartoryskich zostały w 2017 odnalezione przez archeologów Ratowniczej Służby Archeologicznej Ukrainy w czterech kryptach znajdujących się pod świątynią. Pochówki datowane na XVII-XVIII w. 
5 maja 2018 w krypcie pod świątynią złożono 15 trumien z doczesnymi szczątkami 18 przedstawicieli rodu Czartoryskich, w tym także dzieci (zgodnie ze zwyczajem katolickim zmarłe dzieci można chować w jednej trumnie). Na ceremonię z Polski przybyło 25 potomków rodu, którzy reprezentowali cztery pokolenia Czartoryskich.

## Opis
Kościół barokowy, trzynawowy, z dwoma wieżami na fasadzie; obok kościoła rokokowa kapliczka z rzeźbą św. Jana Nepomucena.